# 과염소산 리튬
과염소산 리튬(Lithium perchlorate)은 무기 화합물의 하나이다. 산소 이온과 리튬 이온을 하나씩 가지고 있다. 그리고 중앙의 염소가 1개의 부족한 전자를 채우는 대신 최외각 전자껍질에 있는 전자 7개를 산소와 공유하는 특별한 분자구조를 가지고 있다.

## 안전
과염소산염은 유기화합물에 폭발 혼합물을 제공한다.